# Vlag van Grave

vlag van de gemeente Grave
(1858-2022)

De vlag van Grave is op 18 maart 1858 aan de Commissaris des Konings gemeld als de gemeentelijke vlag van de Noord-Brabantse gemeente Grave. De vraag werd gesteld naar aanleiding van een verzoek van de Franse overheid die een vlaggenboek wilde samenstellen. Mogelijk was er een verband met herziening van de Visserijwet, waarin conform een internationaal verdrag werd geregeld dat schepen op zee een rederijvlag of de vlag van de thuishaven moesten voeren. Het gemeentebestuur schreef dat het de vlag "vanouds" was. De vlag kan als volgt worden beschreven:
Vijf even hoge banen in geel en rood, met op de gele banen drie, twee en drie merletten, evenredig verdeeld over de banen.
De vlag komt overeen met het wapen van het geslacht Cuyck, de stichters van de stad. Het is identiek aan het wapen van Cuijk en Sint Agatha. De later ontworpen vlag van Cuijk lijkt veel op die van Grave.
Op 1 januari 2022 is de gemeente Grave opgegaan in de gemeente Land van Cuijk, waarmee de vlag als gemeentevlag kwam te vervallen. 

## Verwante afbeeldingen

Wapen van Grave
Wapen van Cuijk
Wapen van Cuijk en Sint Agatha
Vlag van Cuijk

Aalburg 
· Aarle-Rixtel 
· Alphen en Riel 
· Bakel en Milheeze 
· Beek en Donk 
· Beers 
· Berghem 
· Berkel-Enschot 
· Berlicum 
· Bladel en Netersel 
· Borkel en Schaft 
· Boxmeer 
· Budel 
· Chaam 
· Cuijk 
· Cuijk en Sint Agatha 
· Den Dungen 
· Diessen 
· Dinteloord en Prinsenland 
· Drunen 
· Dussen 
· Engelen 
· Erp 
· Esch 
· Escharen 
· Fijnaart en Heijningen 
· Geffen 
· Geldrop 
· Gemert 
· Giessen 
· Ginneken en Bavel 
· Grave 
· 's Gravenmoer 
· Haaren 
· Halsteren 
· Haps 
· Heesch 
· Heeswijk-Dinther 
· Heeze 
· Helvoirt 
· Hoeven 
· Hooge en Lage Mierde 
· Hooge en Lage Zwaluwe 
· Hoogeloon, Hapert en Casteren 
· Huijbergen 
· Klundert 
· Landerd 
· Leende 
· Liempde 
· Lieshout 
· Lith 
· Luyksgestel 
· Maarheeze 
· Maasdonk 
· Made en Drimmelen 
· Megen, Haren en Macharen 
· Mierlo 
· Mill en Sint Hubert 
· Moergestel 
· Nieuw-Ginneken 
· Nieuw-Vossemeer 
· Nistelrode 
· Nuland 
· Oeffelt 
· Oost-, West- en Middelbeers 
· Oploo, Sint Anthonis en Ledeacker 
· Ossendrecht 
· Oud en Nieuw Gastel 
· Oudenbosch 
· Prinsenbeek 
· Putte 
· Raamsdonk 
· Ravenstein 
· Reusel 
· Riethoven 
· Rijsbergen 
· Rijswijk 
· Roosendaal en Nispen 
· Rosmalen 
· Schaijk 
· Schijndel 
· Sint Anthonis 
· Sint-Oedenrode 
· Sprang-Capelle 
· Standdaarbuiten 
· Terheijden 
· Teteringen 
· Uden 
· Udenhout 
· Veghel
· Vessem, Wintelre en Knegsel 
· Vierlingsbeek 
· Vlijmen 
· Wanroij 
· Waspik 
· Werkendam 
· Westerhoven 
· Willemstad 
· Woudrichem 
· Wouw 
· Zeeland 
· Zevenbergen